# Oriniemi
Oriniemi est un quartier du district Hirvensalo-Kakskerta à Turku en Finlande,.

## Description
Le quartier d'Oriniemi est situé dans la partie sud-ouest de l'île d'Hirvensalo à environ 8 kilomètres du centre-ville de Turku.
Le quartier comprend aussi l'île de Nepo entre Hirvensalo et Satava.

## Galerie

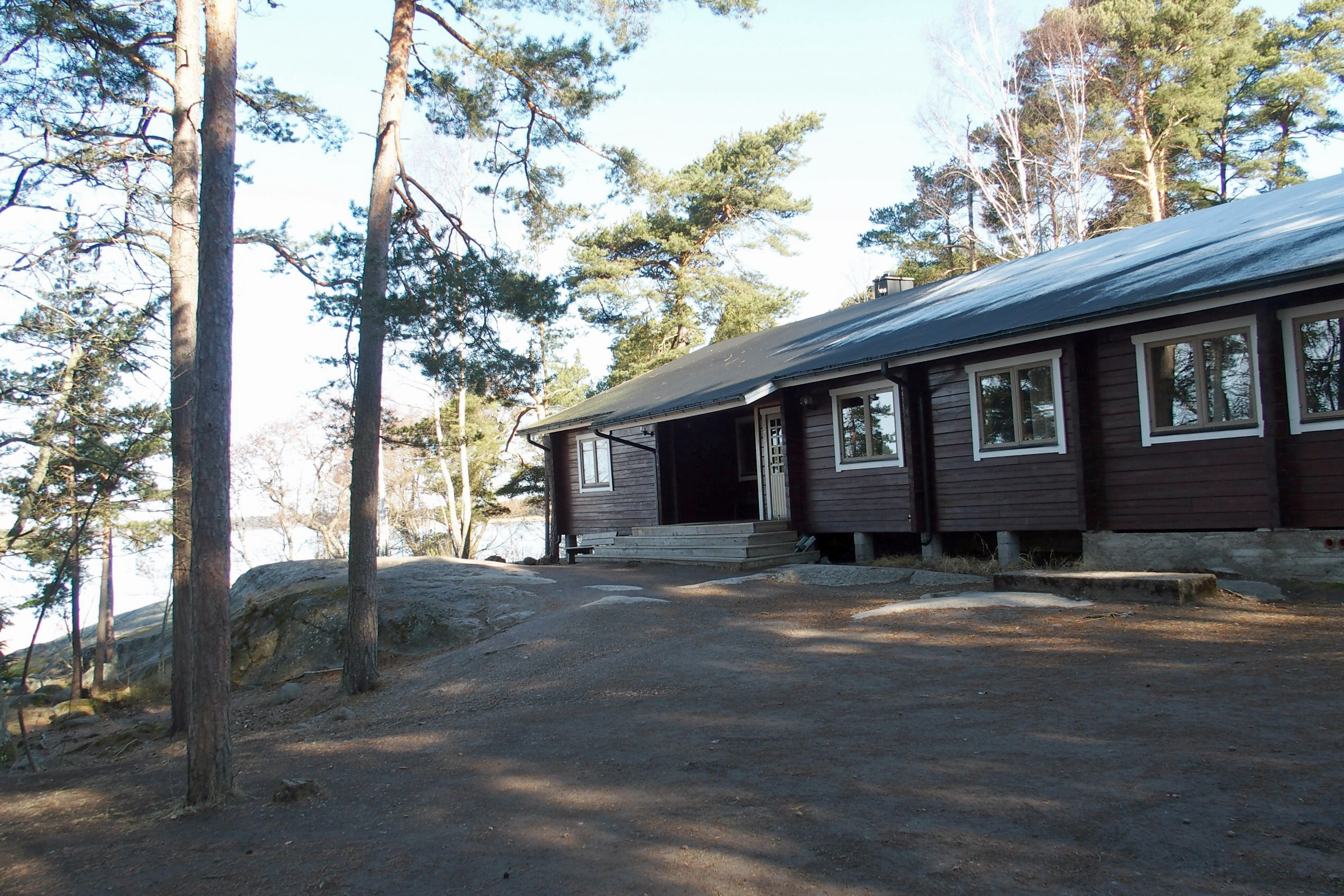
Camp scout à Oriniemi.
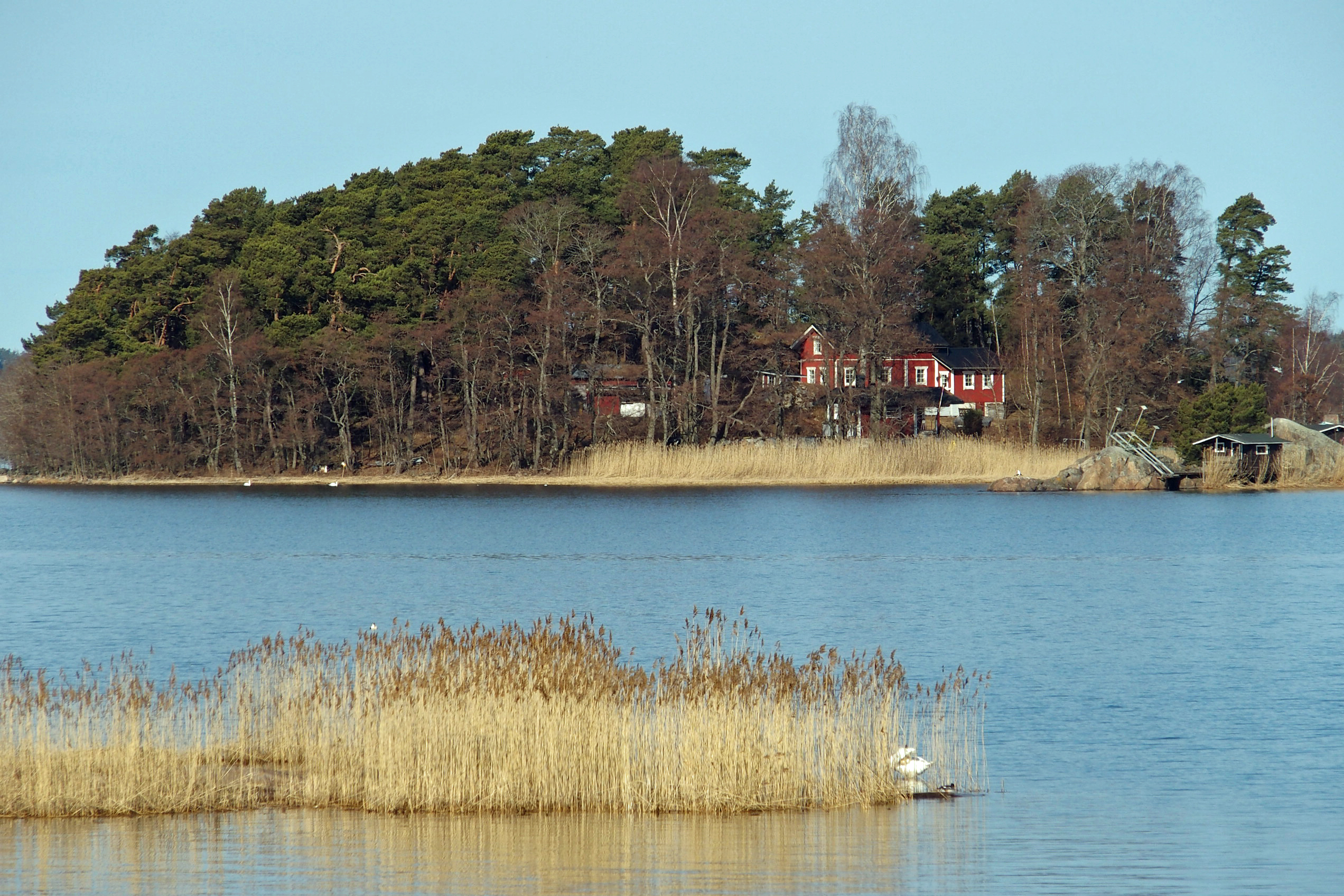
Île Pikku-Urhatti vue d'Oriniemi.